# 방법서설
《방법서설》(方法序說, 프랑스어: Discours de la méthode)은 프랑스의 철학자 르네 데카르트가 1637년에 쓴 철학서이다. 책의 완전한 제목은 《이성을 올바르게 이끌어, 여러 가지 학문에서 진리를 구하기 위한 방법의 서설 (Discours de la méthode pour bien conduire sa raison, et chercher la verité dans les sciences)》이다.
방법서설은 "나는 생각한다. 그러므로 나는 존재한다(cogito ergo sum)"는 글로 유명하다. 또 이 책에서 데카르트는 데카르트 좌표계를 처음으로 소개하였다.

## 개요
"양식(良識)은 이 세상에서 가장 공평하게 배분되어 있는 것이다.…바르게 판단하고, 참을 거짓과 구별하는 능력, 그것이 바로 양식 또는 이성이라고 불리는 것인데, 이것은 날 때부터 타고난 것이며 사람에게 평등하다." 이와 같이 유명한 구절로 시작되는 이 책은 자주 사상의 영역에 있어서의 '인권선언'이라고 일컬어져 왔다.
이 이성능력에서의 평등이라는 생각을 한발 추진시켜, 사회적 시야로 바꿔 놓고 본다면 바로 루소의 정치적 평등사상으로 전화(轉化)한다는 것이다. 그러나 과연 데카르트는 인간의 평등이라는 말을 하고자 했던 것일까, 이 글을 깊이 읽으면 거기에 감추어져 있는 회의적 어조는 수없이 많다. 그는 결코 양식의 보편성을 낙관하고 있는 것이 아니다. 그 증거로 "모든 사람은 동일한 자연적 빛을 갖추고 있기 때문에, 그들은 모두 같은 관념을 지니고 있어야 할 것으로 생각된다. 그런데 이 빛을 바르게 사용하는 사람은 거의 전무한 것이다"라고 단언하고 있다.(1639년 10월 16일, 메르센에게 보낸 편지) 말할 나위도 없이 그는 사실로서의 인간 정신의 평등을 주장하고 있는 것은 아니다. 아니 반대로 지금은 아무데도 존재하지 않는 이성 능력의 평등한 발현을 미래에 실현시켜야 할 것이 아닌가 하고 사람들에게 호소하고 있는 것이다. 그러기 위해서는 무엇보다도 이성을 순서있게 이끌어 나가는 방법이 필요하다고 말한다. 사상은 표면상의 말의 의미에 현혹되지 않고, 감춰진 뜻을 꿰뚫어 읽어야 한다. 사상의 무서움이라는 것을 알아야 한다.
이 저서는 무엇보다도 '방법의 이야기'이다. "이 책을 하나의 역사서로서, 또는 바란다면 하나의 이야기로서 제공하는 것이다"라고 말한다. 그는 자기의 정신의 역사로서 철학을 이야기하려고 한 것이다. 그가 여기서 제기하는 방법은 누구를 막론하고 무차별하게 적용되는 일반적인 방법은 아니다. 그것은 어디까지나 '그(저자 자신)의 정신을 바르게 이끄는 방법'이었다. 방법은 실제로 채용하지 않으면 안 된다. 그는 그것을 말하고자 했던 것이다. 그 방법의 4칙이라는 것은 놀랄 만큼 단순한 것이다. 요컨대 가장 단순한 여러 사실의 명증적(明證的) 직관과 이것들을 결합하는 필연적 연역이라는 것이다. 그러나 그는 그 방법을 실제로 사용하여, 자연인식이나 형이상학적 진리를 이끌어 냈을 뿐만 아니라 '생활의 지도, 건강의 유지, 모든 기술의 발명'에도 도움이 될 지식을 이끌어 낸 것이다.
이 책은 프랑스어로 쓰여진 최초의 철학서적이며(그때까지 학술서적은 스콜라(학원)의 말, 즉 라틴어로 쓰는 관습이 있었다.), 그런 의미에서도 기념비적 저작이었다. 왜 프랑스어로 썼느냐 하는 데 대해 데카르트는 이렇게 말한다. "고인(古人)의 서적만 고맙게 생각하는 사람들보다도 누구에게나 갖추어져 있는 대체로 단순한 분별만을 작용시키고 있는 사람들이 나의 의견을 바르게 판단할 것으로 생각하기 때문이다." 즉 이 책은 기성의 권위를 고맙게 생각하는 사람들이 아니라, 자기 머리로써 사물을 생각하고 철학(哲學)하는 사람들만을 상대로 해서 쓰여진 것이다. 바로 이러한 이유로 근대철학의 문을 연 저작으로 평가받는다.

## 같이 보기
- 토머스 홉스
- 존 로크
- 몽테뉴